# Rota 2 (Paraguai)
A Rota Nacional PY02 Mariscal José Félix Estigarribia, mais conhecida como Rota 2, é a rota nacional que liga Assunção (capital do Paraguai) a Ciudad del Este (na fronteira com o Brasil). Sua extensão é de 343 quilômetros. Das 22 rotas nacionais, é a única duplicada integralmente.
Em 2019, os 140 quilômetros entre Ciudad del Este e Caaguazú foram duplicados.  Em 2024, foi concluída a duplicação de 149 km da rodovia entre as cidades de Ypacaraí e Caaguazú. Com isso, se formou a primeira rodovia totalmente duplicada do Paraguai, sendo a mais importante do país, por ligar as 2 maiores cidades e ligar o Paraguai com o Brasil, em reta direta com o Porto de Paranaguá.

## Descrição
Anteriormente a Rota 2 chegava até a cidade de Coronel Oviedo, numa extensão de 143 km, continuando como Rota 7 até Ciudad del Este.
A partir de julho de 2019 com a atualização das rotas nacionais do Paraguai, a Rota PY02 substituiu a Rota 7, com início em  Assunção, no Panteão Nacional dos Heróis - km 0, até a Ponte Internacional da Amizade (fronteira com o Brasil), em Ciudad del Este. No Brasil a rota segue como BR-277, terminando em Paranaguá.

## História
Sua construção foi iniciada por meio da Companhia Hebbard durante o governo do General Higinio Morínigo. Até o início da década de 1960, o asfalto chegava ao distrito de Eusebio Ayala. Mais tarde, o asfalto alcançou Coronel Oviedo.
Por outro lado, em janeiro de 1956, o governo brasileiro concedeu ao Paraguai um Porto Livre em Paranaguá. Isso fez com que o governo paraguaio acelerasse a integração das malhas rodoviárias entre os dois países, que foi possível por meio de empréstimo do Banco do Brasil e assistência técnica para as obras de engenharia do trecho Coronel Oviedo - Presidente Stroessner, conforme o acordo de 29 de maio de 1956.
De imediato, contingentes do Comando de Engenharia com máquinas pesadas abriram o caminho para o Rio Paraná, sendo a rodovia concluída ainda em terra em 1959. Passou a ser denominada Rota 7 em 1962.
Até então, o "deserto verde" não oferecia nenhuma atração para o estabelecimento humano. A então nova cidade de Presidente Stroessner (atual Ciudad del Este), a nova Rota 7, a ponte internacional e os imigrantes brasileiros transformaram radicalmente essa percepção.

## Concessionárias

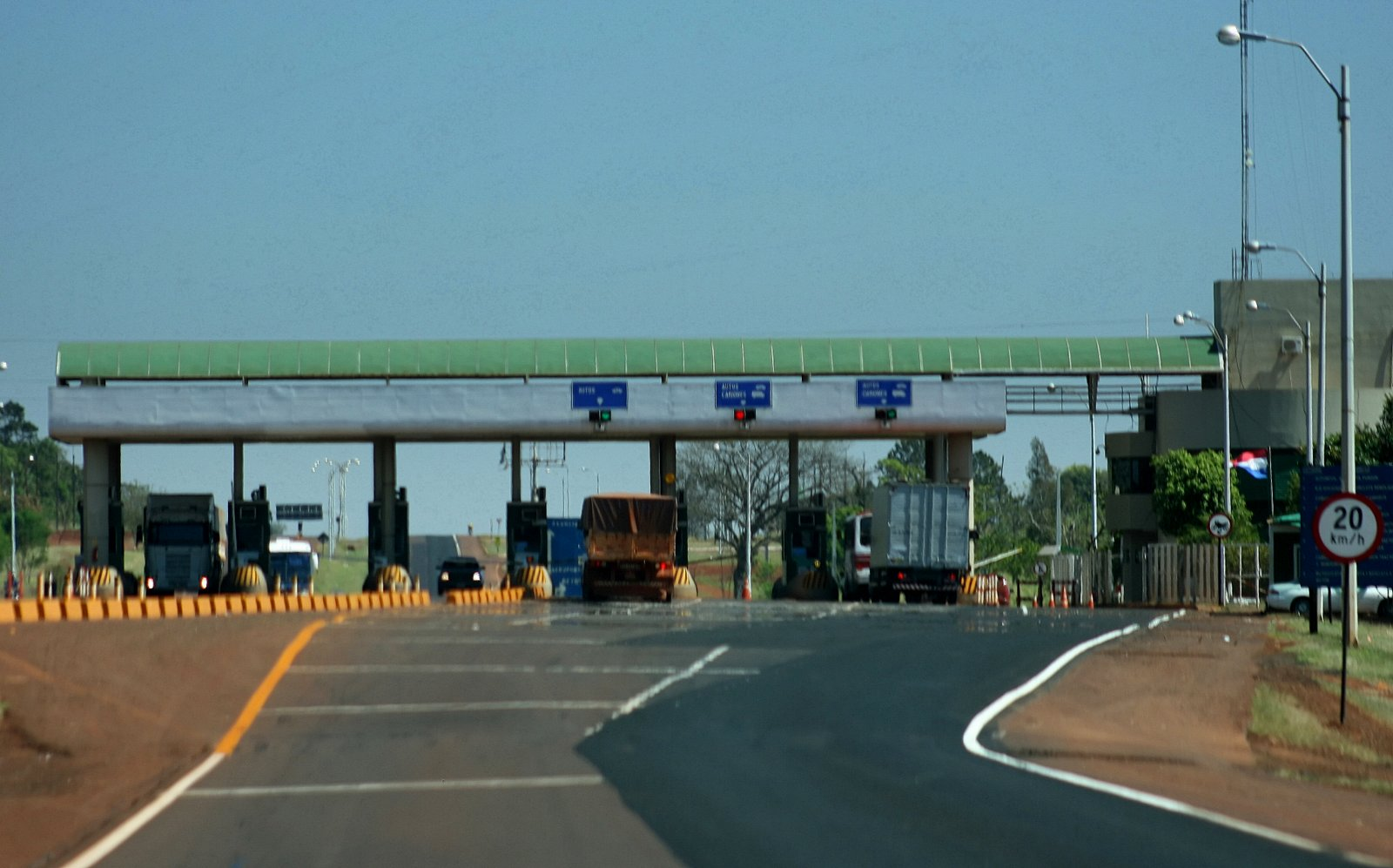
Praça de Pedágio em Minga Guazú.

O trecho do km 0 (Assunção) ao km 182 (Caaguazú) está a cargo do M.O.P.C, enquanto o trecho do km 183 (Caaguazú) ao km 323 (Ciudad del Este) está a cargo da concessionária Tape Porã S.A. desde 1998.

### Pedágios
- km 39: Ypacaraí (M.O.P.C.)
- km 124: Nueva Londres (M.O.P.C.)
- km 201: Juan Manuel Frutos (Tape Porã)
- km 301: Minga Guazú (Tape Porã)

## Cidades atendidas

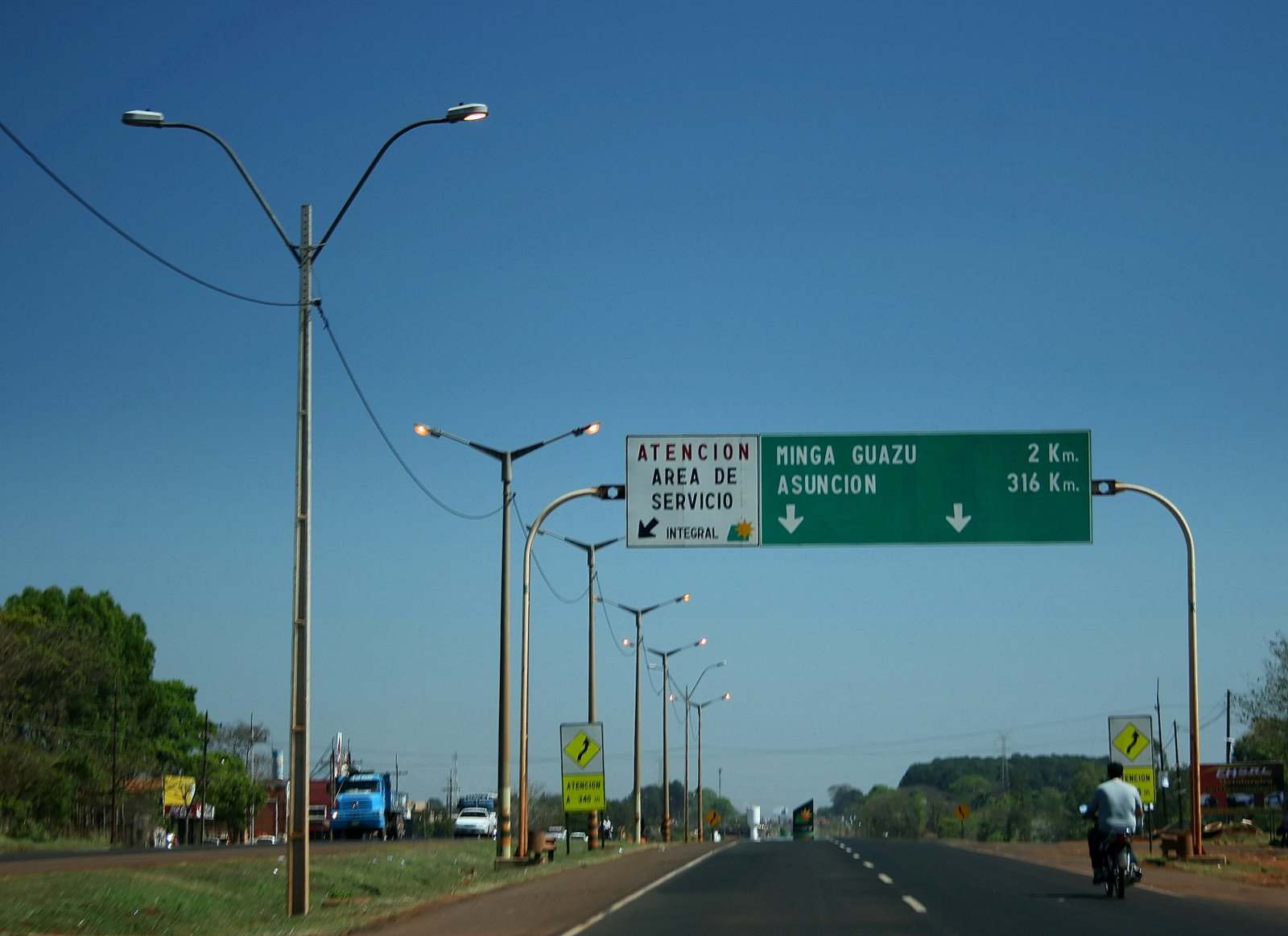
Trecho em Ciudad del Este.

### Distrito Capital
- km 0: Assunção

### Departamento Central
- km 8: Fernando de la Mora
- km 14: San Lorenzo
- km 20: Capiatá
- km 30: Itauguá
- km 37: Ypacaraí

### Departamento de Cordillera
- km 54: Caacupé
- km 71: Eusebio Ayala
- km 86: Itacurubí de la Cordillera

### Departamento de Caaguazú
- km 102: San José de los Arroyos
- km 132: Coronel Oviedo
- km 179: Caaguazú
- km 204: Doctor Juan Manuel Frutos
- km 216: Doctor J. Eulogio Estigarribia
- km 244: José Domingo Ocampos

### Departamento de Alto Paraná
- km 250: Juan Emilio O'Leary
- km 262: Doctor Juan León Mallorquín
- km 288: Colonia Yguazú
- km 312: Minga Guazú
- km 327: Ciudad del Este
- km 343: Ciudad del Este - Ponte Internacional da Amizade